# Antonio Pradales
Antonio Pradales (Madrid, 22 de julio de 1934) es un pintor, criado en Navalacruz, Ávila. Es conocido principalmente por sus bodegones  y por ser el creador de la Colección Pradales.
Su padre murió cuando Antonio tenía 14 años por lo que tuvo que pasar por diferentes oficios hasta poder dedicarse plenamente a su vocación.
A Antonio Pradales no le gustan las definiciones y prefiere no enmarcarse en un estilo concreto: se considera un pintor autodidacta que busca la perfección en el color y las formas. Esta búsqueda se refleja en un dibujo depurado presente en todos sus paisajes, en sus bodegones, en sus cuadros de motivos religiosos, en las copias que hace de cuadros de sus pintores favoritos. Su escuela ha sido el Museo del Prado, donde empezó a trabajar en 1960 como copista, lo que le permitió pintar y estudiar las obras de los grandes maestros. Sus referentes artísticos son los pintores Velázquez, Rembrandt y Murillo, de los que afirma seguir aprendiendo.
Realista y crítico con la sociedad actual y con el negocio que rodea al mundo del arte, considera que pintores muy cotizados en la actualidad como Picasso, Van Gogh o Matisse, están sobrevalorados por «los intereses comerciales» que se mueven en torno al arte y que están más allá del hecho de que un cuadro o un pintor tenga calidad.
Aparte de haber contado con diversos alumnos, dos de sus hijos le han seguido los pasos dedicándose a la pintura. Ellos son Juan Antonio Pradales y Pilar Pradales. 

## Obras destacadas
- Desembarco de Alhucemas (Museo Naval, Madrid).
- Nuestra Señora de los Álamos (1984. Iglesia de Ntra. Señora de los Álamos, Madrid).
- El Bautismo (1995) En la Iglesia de Navalacruz, Ávila.
- El Espíritu Santo (1995) En la Iglesia de Navalacruz, Ávila.
- Nuestra Señora de las Longueras (1997) Iglesia de Navalacruz, Ávila.